# Cóndores UNAM
Los Cóndores UNAM fue un equipo de fútbol americano universitario de México. Fue fundado en 1970 y en 1998 dejó de existir debido a una reestructuración del programa deportivo de la Universidad Nacional Autónoma de México, a la cual representaba. Tanto por la herencia o continuidad del entonces equipo desaparecido en 1967, Pumas CU, como por sus triunfos y campeonatos obtenidos durante su existencia, fue uno de los equipos con más seguidores del país. Es una de las escuadras más importantes del país en el siglo XX debido a que obtuvo diez Campeonatos Nacionales. Generalmente, el equipo constituía la base del selectivo de la UNAM para el Clásico Poli-Universidad. En 1998, luego de su fusión con los Guerreros Aztecas y las Águilas Reales, el equipo nuevamente pasó a nombrarse Pumas CU. Durante ese tiempo, los Cóndores de la UNAM fueron la base de las Selecciones de jugadores Pumas que se enfrentarían en el juego denominado "clásico" a la Selección del IPN. La Selección de jugadores PUMAS se efectuaba por el entrenador que mejor posición obtuviera en el campeonato de referencia y era el entrenador en jefe de la Selección Puma Oficial equipo que representaría a la Universidad Nacional Autónoma de México, en el esperado juego denominado "El clásico" siempre contra los seleccionados del IPN.  En el caso de los Cóndores, fueron durante su existencia la BASE DE LA SELECCIÓN PUMA, salvo cuando los entrenadores Gilberto Chávez, Antonio Paz y Arturo Alonso al final de Águilas Reales, Guerreros Aztecas y Osos, obtuvieron mejores resultados. Durante los años de su existencia, los Cóndores obtuvieron el mayor número de campeonatos oficiales de la liga ONEFA (ORGANIZACIÓN NACIONAL DE EQUIPOS DE FOOTBALL AMERICANO), siendo los máximos ganadores de campeonatos nacionales del siglo XX de la ONEFA. Los jugadores seleccionados de Cóndores que eran escogidos para formar la SELECCIÓN PUMA de jugadores de football americano, y que terminaban su elegibilidad siendo seleccionados, obtenían como reconocimiento EL ANILLO PUMA que la Universidad Nacional Autónoma de México Otorga, a los jugadores seleccionados como PUMAS, por su excelencia deportiva del football americano. 